# Liste de jeux Midway Manufacturing Company
Ne doit pas être confondu avec Liste de productions Bally Midway Manufacturing Company, Liste de jeux Midway Games ou Liste de jeux Midway Home Entertainment.
La liste de jeux Midway Manufacturing Company répertorie les divers jeux d’arcade, les jeux vidéo d’arcade ainsi que les flippers produits par Midway Manufacturing Company. Ces jeux ont été manufacturés de 1958 à 1981. De 1981 à 1988, malgré la marque Bally Midway, quelques jeux et des flippers sont encore produits sous la marque Midway Manufacturing Company. À partir de 1988, la marque Midway Manufacturing Company est réutilisée.

## Sous l'ère Midway Manufacturing Company

### Jeux d'arcade
- 18 Wheeler (1979)
- Basketball (1964)
- Bazooka (1960)
- Bull's Eye (1971)
- Captain Kid Gun (1966)
- Dog Fight (1968)
- Duck Hunt (1973)
- Dune Buggy (1972, se joue avec un volant)
- Flying Carpet (1970)
- Flying Saucer (1967)
- Golf Champ (1972)
- Invaders from Outer Space (1970)
- Jet Rider motocycle game (1971)
- Panzer Attack (1974)
- Playtime (1974)
- S.A.M.I. (1970)
- Sea Devil (1970)
- Sea Raider (1970)
- Sea Raider (1969)
- Shooting Gallery (1960)
- Table Tennis (1972)
- Twin Pirate Gun (1974)
- Whirly Bird (1969)
- Goal Tender (1973)
- Cobra Shuffle Alley (1967)
- Firebird (1967)
- Premier (1966)
- Chopper (1974)
- Invaders From Outerspace (1971)
- Sea Rescue (1971)
- Stunt Pilot (1971)
- Deluxe Shooting Gallery (1961)
- Top Gun (1976)
- White Lightning (1970)
- Fantastic (1968)
- 1 Million B.C. (1968)
- Gangbusters (1974)
- Haunted House (1972)
- Monster Gun (1965)
- Rifle Champ (1964)
- Rifle Gallery (1961)
- Rifle Range (1963)
- Space Gun (1964)
- Sportsman (1970)
- Trophy Gun (1964)
- Wild Kingdom (1971)
- Golden Arm (1969)

### Flippers électromécaniques
- Carnival Target Gallery (1963)
- Champ (1963)
- Deluxe Baseball (1962)
- Flash Baseball (1972)
- Flying Turns (1964)
- Fun Ball (1966)
- Joker's Wild (1960)
- Little League (1966)
- Mystery Score (1965)
- Play Ball (1965)
- Race Way (1963)
- Red Ball (1959)
- Rodeo (1964)
- Sixty-Two Baseball (1962)
- Slugger (1963)
- Target Gallery (1962)
- Target Gallery (1962)
- Top Hit (1964)
- Winner (1964)

### Flippers mécaniques
- RaceWay (1963)

### Flipper électronique
- Rotation VIII (1978)

### Jeu vidéo
- 280 ZZZAP (1976)
- 4 Player Bowling Alley (1979)
- Amazing Maze (1976)
- Asteroid (1973)
- Blue Shark (1978)
- Boot Hill (1977)
- Bosconian (1981)
- Checkmate (1977)
- Clowns (1978)
- Crazyfoot (1974)
- Datsun 280 Zzzap (1976)
- Desert Gun (1977)
- Dog Patch (1978)
- Double Play (1977)
- Extra Bases (1980)
- Extra Inning (1978)
- Gorf (1981)
- Guided Missile (1977)
- Gun Fight (1975)
- Kick-Man (1981)
- Kick (1981)
- Laguna Racer (1977)
- Leader (1973)
- M-4 (1977)
- Ms. Pac-Man (1981)
- Ms. Pac-Man Plus (1981)
- Omega Race (1981)
- Pac-Man (1980)
- Phantom II (1979)
- Racer (1975)
- Rally-X (1980)
- Road Runner (1977)
- Sea Wolf II (1978)
- Sea Wolf (1976)
- Shuffleboard (1978)
- Space Invaders (1978)
- Space Invaders Deluxe (1980)
- Space Zap (1980)
- Space Encounters (1980)
- Space Invaders Galactica (1978)
- Space Invaders II (1980)
- Space Walk (1978)
- Submarine (1979)
- Super Galaxians (1979)
- Super Speed Race (1979)
- Tornado Baseball (1976)
- TV Basketball (1974)
- TV Flipper (1975)
- Wheels (1975)
- Wheels II (1975)
- Winner II (1973)
- Winner (1973)
- Winner IV (1973)

## Sous l'ère Bally Midway Manufacturing Company 1981-1988 & WMS Industries 1988-1996

### Jeux vidéo d'arcade
- Ms. Gorf (1982, prototype)
- Firefly (1983, prototype)
- International Team Laser (1988)
- Pigskin 621AD: Ancient Archrivals on a Rampage (1990)
- Party Zone (1991)
- Strikeforce (1991)
- Super High Impact (1991)
- Terminator 2 - Judgment Day (1991)
- Trog (1991)
- Judge Dredd (1992)
- Mortal Kombat (1992)
- Total Carnage (1992)
- Mortal Kombat II (1993)
- NBA Jam (1993)
- Cruis'n USA (1994)
- Killer Instinct (1994)
- NBA Jam: Tournament Edition (1994)
- Revolution X (1994)
- 2 on 2 Open Ice Challenge (1995)
- Mortal Kombat 3 (1995)
- NBA Jam Tournament Edition Nani Edition (1995)
- Ultimate Mortal Kombat 3 (1995)
- Ultimate Mortal Kombat 3 WaveNet Edition (1995)
- WWF - Wrestlemania (1995)
- Cruis'n World (1996)
- Killer Instinct 2 (1996)
- NBA Hang Time (1996)
- NBA Maximum Hangtime (1996)
- Touchmaster (1996)
- Touchmaster 2000 (1996)
- War Gods (1996)

### Flippers électroniques
- Bally Truck Stop (1988)
- Atlantis (1989)
- Elvira and the Party Monsters (1989)
- Mousin' Around! (1989)
- Transporter - The Rescue (1989)
- Dr. Dude (1990)
- Pool Sharks (1990)
- Radical! (1990)
- The Bally Game Show (1990)
- Bugs Bunny's Birthday Ball (1991)
- Gilligan's Island (1991)
- Harley-Davidson (1991)
- Black Rose (1992)
- Doctor Who - Time Streams (1992)
- Judge Dredd (1993)
- Twilight Zone (1993)
- The Addams Family (1992)
- Indianapolis 500 (1994)
- Popeye Saves the Earth (1994)
- The Addams Family Special Collectors Edition (1994)
- The Pinball Circus (1994)
- The Shadow (1994)
- World Cup Soccer (1994)
- Attack from Mars (1995)
- Theatre of Magic (1995)
- WHO dunnit - A Murder Mystery (1995)
- Safe Cracker (1996)
- Scared Stiff (1996)
- Cirqus Voltaire (1997)
- NBA Fastbreak (1997)
- Cactus Canyon (1998)
- The Champion Pub (1998)

### Jeux de rachat
- Addams Family Values (1994)
- Flying Saucer (1994)